# Cadena 3 Argentina
Cadena 3 es una estación de radio argentina fundada en 1930. Transmite en la Ciudad de Córdoba en AM 700 kHz y FM 100.5 MHz.

## Historia
Cadena 3 es la sucesora de LV3 Radio Córdoba, emisora estatal fundada el 5 de octubre de 1930 con el nombre de LV3 Radio Buenos Aires-Córdoba. En 1990, durante el gobierno del presidente Carlos Menem, la radio es privatizada y queda en manos del grupo Radiodifusora del Centro S.A. 
La frecuencia histórica de LV3 fué 1210 kHz, luego de privatizada cambió a 700 kHz en AM para la provincia de Córdoba y sur de Santa Fe, y gran parte del territorio argentino con alcance a Chile, Bolivia, Uruguay e Islas Malvinas se le fueron sumando distintas repetidoras y emisoras afiliadas en todo el país, llegando a ocupar, Cadena 3, el tercer lugar entre las radios más escuchadas durante las mañanas a nivel nacional. Superando así a varias emisoras de Buenos Aires como, por ejemplo, 40 principales y La 100 .[cita requerida].

### Presencia nacional
Autoproclamada la auténtica radio federal, Cadena 3 buscó siempre expandirse hacia otras regiones del país. En 1998, inició la apertura de la filial en Buenos Aires, en la frecuencia de 99.1 MHz de FM. Así, se convirtió en la primera estación de radio del interior con presencia en la Capital Federal.

## Programación
La programación de Cadena 3 Argentina incluye programas como Juntos, conducido por Mario Pereyra hasta su fallecimiento en noviembre de 2020, llevando más de 30 años al aire (Actualmente se llama Siempre Juntos que lo conducen Agustina Vivanco y Guillermo Hemmerling), Viva la Radio, conducido por varios años por Rony Vargas (Actualmente lo conducen Georgina Monteagudo y Raul Monti), el noticiero del mediodía Ahora Pais conducido por Rodolfo Barili y el informativo matutino Radioinforme Tres, con el dos veces ganador del Premio Konex Miguel Clariá.
La programación incluye segmentos de información local producidos especialmente por cada una de las repetidoras.
Además, Cadena 3 posee corresponsales en el exterior: Madrid (Adrián Cragnolini), México (Bárbara Anderson), Miami (Cynthia Zak), Moscú (Marcos Calligaris) y Roma (Héctor Lorenzo).
Cuando juegan los equipos de fútbol de Córdoba los partidos se emiten por LV3 Radio Córdoba AM 700 o 100.5 FM Radio 3 para el ámbito de la ciudad de Córdoba y zona de influencia.

## Repetidoras
Las siguientes emisoras pertenecen a la Cadena 3, transmite parte de la programación local y una gran parte de la programación que se transmite en la ciudad de Córdoba.
| Provincia                                        | Ciudades                | AM              | FM |
| ------------------------------------------------ | ----------------------- | --------------- | -- |
| Provincia de Buenos Aires                        |                         |                 |    |
| Buenos Aires GBA                                 | -                       | 99.1            |    |
| Ayacucho                                         | -                       | 95.3            |    |
| Bahía Blanca                                     | -                       | 99.5            |    |
| Capitán Sarmiento                                | -                       | 107.5           |    |
| Carhué                                           | -                       | 99.5            |    |
| Carlos Tejedor                                   | -                       | 91.3            |    |
| Claromecó                                        | -                       | 107.3           |    |
| Colon                                            | -                       | 105.1           |    |
| Coronel Charlone                                 | -                       | 98.5            |    |
| Coronel Pringles                                 | -                       | 100.3           |    |
| El Socorro (Villa Angélica)                      | -                       | 95.7            |    |
| Garre                                            | -                       | 91.1            |    |
| General La Madrid                                | -                       | 96.3            |    |
| Guaminí                                          | -                       | 104.1           |    |
| Henderson                                        | -                       | 92.5            |    |
| Huanguelen                                       | -                       | 98.3            |    |
| Indio Rico                                       | -                       | 105.3           |    |
| Mar del Plata                                    | -                       | 96.1            |    |
| Médanos                                          | -                       | 100.9           |    |
| Mercedes                                         | -                       | 107.1           |    |
| Monte Hermoso                                    | -                       | 104.9           |    |
| Nueve de Julio                                   | -                       | 102.7           |    |
| Pasteur                                          | -                       | 90.5            |    |
| Rauch                                            | -                       | 98.1            |    |
| Tandil                                           | -                       | 100.5           |    |
| Tornquist                                        | -                       | 99.5            |    |
| Trenque Lauquen                                  | -                       | 100.5           |    |
| Tres Arroyos                                     | -                       | 101.7           |    |
| Tres Lomas                                       | -                       | 98.1            |    |
| Catamarca                                        |                         |                 |    |
| Andalgalá                                        | -                       | 96.5            |    |
| Corral Quemado                                   | -                       | 98.7            |    |
| Fiambalá                                         | -                       | 96.1            |    |
| Los Altos                                        | -                       | 106.1           |    |
| Poman                                            | -                       | 98.3            |    |
| San Fernando del Valle de Catamarca              | -                       | 101.9           |    |
| Santa María                                      | -                       | 100.5           |    |
| Tinogasta                                        | -                       | 102.1           |    |
| Chaco                                            |                         |                 |    |
| Basail                                           | -                       | 94.3            |    |
| Charata                                          | 1400                    | -               |    |
| Las Breñas                                       | -                       | 99.7            |    |
| Resistencia                                      | -                       | 107.9           |    |
| Villa Angela                                     | -                       | 104.7           |    |
| Chubut                                           |                         |                 |    |
| Comodoro Rivadavia                               | -                       | 96.3            |    |
| El Maitén                                        | -                       | 100.3           |    |
| Esquel                                           | -                       | 101.1           |    |
| Paso de Indios                                   | -                       | 104.1           |    |
| Puerto Madryn                                    | -                       | 100.3           |    |
| Córdoba                                          |                         |                 |    |
| Adelia María                                     | -                       | 91.1            |    |
| Alcira Gigena                                    | -                       | 107.5           |    |
| Bell Ville                                       | -                       | 102.9           |    |
| Camilo Aldao                                     | -                       | 92.5            |    |
| Córdoba                                          | -                       | 100.5 (Radio 3) |    |
| Coronel Moldes                                   | -                       | 100.3           |    |
| Corral de Bustos                                 | -                       | 103.7           |    |
| Cruz Alta                                        | -                       | 95.1            |    |
| Cruz del Eje                                     | -                       | 99.3            |    |
| Deán Funes                                       | -                       | 95.7            |    |
| Del Campillo                                     | -                       | 94.1            |    |
| General Deheza                                   | -                       | 103.5           |    |
| General Levalle                                  | -                       | 87.9            |    |
| Gran Córdoba                                     | 700 (LV3 Radio Córdoba) | -               |    |
| Jesús María                                      | -                       | 89.1            |    |
| Jovita                                           | -                       | 103.3           |    |
| La Carlota                                       | -                       | 104.5           |    |
| Laborde                                          | -                       | 102.1           |    |
| Laboulaye                                        | -                       | 90.7            |    |
| Leones                                           | -                       | 88.9            |    |
| Marcos Juárez                                    | -                       | 98.7            |    |
| Mina Clavero                                     | -                       | 106.5           |    |
| Monte Buey                                       | -                       | 97.7            |    |
| Morteros                                         | -                       | 96.3            |    |
| Quilino                                          | -                       | 97.5            |    |
| Río Cuarto                                       | -                       | 90.7            |    |
| Río Tercero                                      | -                       | 97.5            |    |
| Sampacho                                         | -                       | 97.9            |    |
| San Francisco                                    | -                       | 88.7            |    |
| Santa Rosa de Calamuchita/Villa General Belgrano | -                       | 100.5           |    |
| Vicuña Mackenna                                  | -                       | 102.5           |    |
| Villa Carlos Paz                                 | -                       | 100.5           |    |
| Villa Dolores                                    | -                       | 107.1           |    |
| Villa María                                      | -                       | 104.5           |    |
| Villa Valeria                                    | -                       | 104.1           |    |
| Corrientes                                       |                         |                 |    |
| Curuzá Cuatiá                                    | -                       | 101.1           |    |
| Esquina                                          | -                       | 103.3           |    |
| Gobernador Virasoro                              | -                       | 95.5            |    |
| Goya                                             | -                       | 106.1           |    |
| Monte Caseros                                    | -                       | 94.9            |    |
| Paso de los Libres                               | -                       | 93.3            |    |
| Santo Tomé                                       | -                       | 102.3           |    |
| Entre Ríos                                       |                         |                 |    |
| Basavilbaso                                      | -                       | 105.1           |    |
| Concepción del Uruguay                           | -                       | 98.9            |    |
| Concordia                                        | -                       | 98.7            |    |
| San José                                         | -                       | 105.3           |    |
| Villa Elisa                                      | -                       | 107.3           |    |
| Jujuy                                            |                         |                 |    |
| El Talar                                         | -                       | 102.1           |    |
| Humahuaca                                        | -                       | 97.7            |    |
| La Quiaca                                        |                         | 106.3           |    |
| Libertador General San Martín                    | -                       | 100.9           |    |
| Purmamarca                                       |                         | 105.5           |    |
| San Pedro de Jujuy                               | -                       | 92.3            |    |
| San Salvador de Jujuy                            | -                       | 100.9           |    |
| La Pampa                                         |                         |                 |    |
| General Pico                                     | -                       | 89.7            |    |
| Intendente Alvear                                | -                       | 89.9            |    |
| Realicó                                          | -                       | 100.9           |    |
| Santa Rosa                                       | -                       | 104.1           |    |
| La Rioja                                         |                         |                 |    |
| Anillaco                                         | -                       | 95.1            |    |
| Chamical                                         | -                       | 105.1           |    |
| Chepes                                           | -                       | 91.9            |    |
| Chilecito                                        | -                       | 103.3           |    |
| Guandacol                                        | -                       | 100.7           |    |
| La Rioja                                         | -                       | 104.1           |    |
| Malanzán                                         | -                       | 91.7            |    |
| Milagro                                          | -                       | 101.1           |    |
| Olta                                             | -                       | 107.5           |    |
| San Blas de los Sauces                           | -                       | 99.7            |    |
| Villa Castelli                                   | -                       | 96.5            |    |
| Villa Sanagasta                                  | -                       | 97.3            |    |
| Villa Unión                                      | -                       | 99.7            |    |
| Mendoza                                          |                         |                 |    |
| General Alvear                                   | -                       | 96.3            |    |
| Malargüe                                         | -                       | 107.9           |    |
| Mendoza                                          | -                       | 97.7            |    |
| San Rafael                                       | -                       | 92.5            |    |
| Santa Rosa                                       | -                       | 103.7           |    |
| Tres Porteñas                                    | -                       | 106.1           |    |
| Tupungato                                        | -                       | 103.7           |    |
| Villa Atuel                                      | -                       | 97.5            |    |
| Misiones                                         |                         |                 |    |
| Posadas                                          | -                       | 92.3            |    |
| Neuquén                                          |                         |                 |    |
| Cutral Co                                        | -                       | 94.5            |    |
| Las Lajas                                        | -                       | 90.1            |    |
| Loncopué                                         | -                       | 89.1            |    |
| Neuquén                                          | 600 (Audio 100.1)       | 100.1           |    |
| Picún Leufú                                      | -                       | 102.5           |    |
| Piedra del Águila                                | -                       | 90.7            |    |
| Rincón de los Sauces                             | -                       | 98.3            |    |
| Río Negro                                        |                         |                 |    |
| El Bolsón                                        | -                       | 101.3           |    |
| General Roca                                     | -                       | 104.5           |    |
| Lamarque                                         | -                       | 100.5           |    |
| Los Menucos                                      | -                       | 101.5           |    |
| Ministro Ramos Mexía                             | -                       | 87.9            |    |
| San Carlos de Bariloche                          | -                       | 99.3            |    |
| Valcheta                                         | -                       | 100.1           |    |
| Viedma                                           | -                       | 90.1            |    |
| Salta                                            |                         |                 |    |
| Aguaray                                          | -                       | 105.9           |    |
| Apolinario Saravia                               | -                       | 99.9            |    |
| Cachi                                            | -                       | 101.3           |    |
| El Tala                                          | -                       | 99.9            |    |
| Embarcación                                      | -                       | 94.1            |    |
| General Güemes                                   | -                       | 106.5           |    |
| Joaquín V. González                              | -                       | 96.1            |    |
| Las Lajitas                                      | -                       | 102.1           |    |
| Pichanal                                         | -                       | 96.1            |    |
| Salta                                            | -                       | 104.1           |    |
| San José de Metán                                | -                       | 89.5            |    |
| San Ramón de la Nueva Orán                       | -                       | 106.3           |    |
| San Juan                                         |                         |                 |    |
| Calingasta                                       | -                       | 99.3            |    |
| Caucete                                          | -                       | 94.3            |    |
| Rodeo                                            | -                       | 90.9            |    |
| San Agustín de Valle Fértil                      | -                       | 97.5            |    |
| San José de Jáchal                               | -                       | 100.1           |    |
| San Juan                                         | -                       | 88.5            |    |
| San Luis                                         |                         |                 |    |
| Justo Daract                                     | -                       | 106.1           |    |
| San Francisco del Monte de Oro                   | -                       | 94.1            |    |
| San Luis                                         | -                       | 102.3           |    |
| Tilisarao                                        | -                       | 102.1           |    |
| Villa de Merlo                                   | -                       | 104.5           |    |
| Villa Mercedes                                   | -                       | 92.1            |    |
| Santa Cruz                                       |                         |                 |    |
| Caleta Olivia                                    | -                       | 98.5            |    |
| Pico Truncado                                    | -                       | 101.9           |    |
| Río Gallegos                                     | -                       | 103.1           |    |
| Río Turbio                                       | -                       | 98.5            |    |
| Santa Fe                                         |                         |                 |    |
| Ambrosetti                                       | -                       | 103.1           |    |
| Angelica                                         | -                       | 99.7            |    |
| Arequito                                         | -                       | 104.1           |    |
| Armstrong                                        | -                       | 94.1            |    |
| Arrufó                                           | -                       | 102.7           |    |
| Bouquet                                          | -                       | 90.3            |    |
| Cañada de Gómez                                  | -                       | 94.3            |    |
| Carcarañá                                        | -                       | 100.5           |    |
| Ceres                                            | -                       | 98.7            |    |
| Colonia Belgrano                                 | -                       | 102.3           |    |
| Colonia Rosa                                     | -                       | 99.1            |    |
| Coronda                                          | -                       | 104.3           |    |
| El Trébol                                        | -                       | 90.5            |    |
| Elortondo                                        | -                       | 97.7            |    |
| Hersilia                                         | -                       | 100.9           |    |
| Las Parejas                                      | -                       | 104.1           |    |
| Las Rosas                                        | -                       | 89.3            |    |
| Los Cardos                                       | -                       | 88.7            |    |
| Malabrigo                                        | -                       | 97.5            |    |
| María Juana                                      | -                       | 94.5            |    |
| María Susana                                     | -                       | 94.9            |    |
| María Teresa                                     | -                       | 97.5            |    |
| Montes de Oca                                    | -                       | 100.5           |    |
| Rafaela                                          | -                       | 98.3            |    |
| Rosario                                          | -                       | 100.1           |    |
| Rufino                                           | -                       | 98.9 / 93.9     |    |
| San Cristóbal                                    | -                       | 102.1           |    |
| San Genaro                                       | -                       | 100.7           |    |
| San Gregorio                                     | -                       | 99.5            |    |
| San Jorge                                        | -                       | 88.1            |    |
| San Vicente                                      | -                       | 88.3            |    |
| Sancti Spiritu                                   | -                       | 103.1           |    |
| Santa Clara de Buena Vista                       | -                       | 90.9            |    |
| Santa Fe                                         | -                       | 101.7           |    |
| Sunchales                                        | -                       | 99.9            |    |
| Teodelina                                        | -                       | 105.5           |    |
| Totoras                                          | -                       | 88.3            |    |
| Venado Tuerto                                    | -                       | 88.9            |    |
| Videla                                           | -                       | 96.1            |    |
| Villa Cañás                                      | -                       | 102.5           |    |
| Villa Eloísa                                     | -                       | 103.5           |    |
| Villa Ocampo                                     | -                       | 94.5            |    |
| Santiago del Estero                              |                         |                 |    |
| Frías                                            | -                       | 103.5           |    |
| Garza                                            | -                       | 93.5            |    |
| Loreto                                           | -                       | 103.1           |    |
| Santiago del Estero                              | -                       | 100.5           |    |
| Termas de Río Hondo                              | -                       | 100.5           |    |
| Tierra del Fuego                                 |                         |                 |    |
| Río Grande                                       | -                       | 102.5           |    |
| Ushuaia                                          | -                       | 106.1           |    |
| Tucumán                                          |                         |                 |    |
| Concepción                                       | -                       | 95.5            |    |
| Famaillá                                         | -                       | 105.7           |    |
| Juan Bautista Alberdi                            | -                       | 95.5            |    |
| San Miguel de Tucumán                            | -                       | 107.5           |    |
| San Pedro de Colalao                             | -                       | 95.9            |    |
| Simoca                                           | -                       | 104.7           |    |

### En otros países
| País     | Ciudades | AM    | FM |
| -------- | -------- | ----- | -- |
| Colombia |          |       |    |
| Cali     | -        | 107.3 |    |

Vale remarcar que, además, la programación de Cadena 3 se emite de modo informal (no completa), en numerosas pequeñas emisoras dispersas por toda la geografía nacional, a través del sistema de distribución satelital no codificado.

## Logotipos

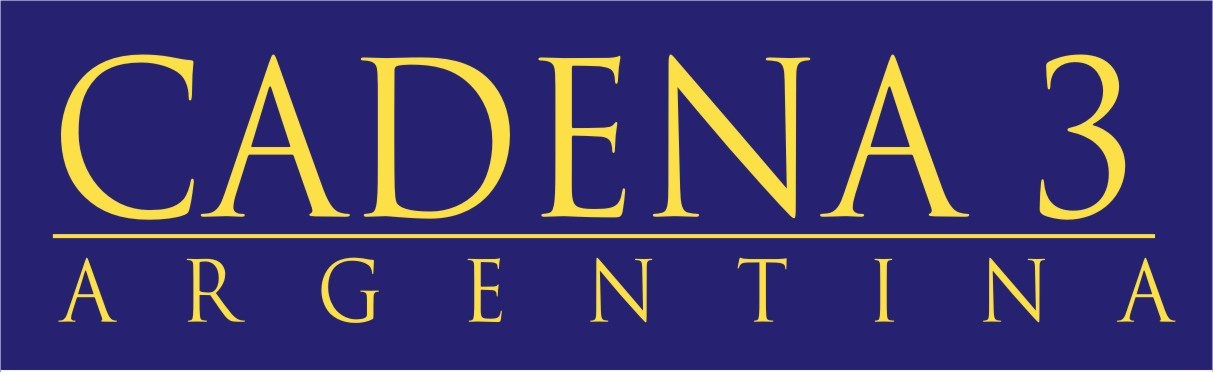
1998-2015
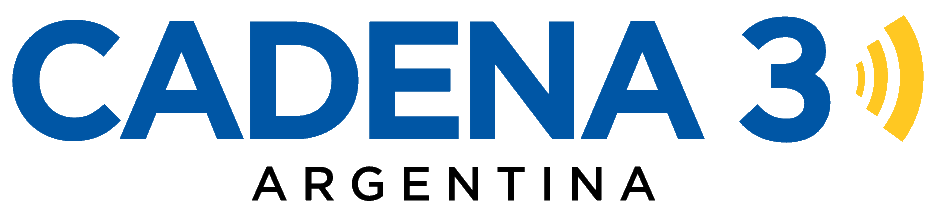
Desde 2015